# Thomas Connelly
Thomas Connelly (* 18. Jahrhundert; † 19. Jahrhundert) war ein spanischer Dominikaner, Romanist, Hispanist, Grammatiker und Lexikograf irischer Herkunft.

## Leben und Werk
Connelly war als irischer Dominikaner Beichtiger der Königsfamilie am Hof Karls IV. von Spanien. Er publizierte eine in fünf Auflagen erschienene Grammatik des Englischen für Spanier und zusammen mit Thomas Higgins ein zweisprachiges Wörterbuch Spanisch-Englisch Englisch-Spanisch in vier Bänden, das auf den einsprachigen Wörterbüchern von Samuel Johnson und der Real Academia Española basierte.

## Werke
- Gramatica que contiene reglas faciles para pronunciar, y aprender metodicamente la lengua inglesa con muchas observaciones, y notas criticas, Madrid 1784, 5. Auflage 1814
- (mit Thomas Higgins) Diccionario nuevo de las dos lenguas española é inglesa en quatro tomos. Esta parte tiene el Castellano antes del Ingles, y considerablemente aumentado con los diversos significados y usos de sus voces; los términos de artes, ciencias y oficios; la náutica, las expresiones metafóricas, idiomas, proverbios y frases que se usan en las dos lenguas, todo extractado de los mejores autores y enciclopedias.  Compuesto por los RR. PP. MM. Fr. Tomás Connelly, religioso Dominico, y confesor de familia de Su Magestad Católica; y Fr. Tomás Higgins, Carmelita calzado, y confesor de familia y de extrangeros en el Real Sitio de S. Idelfonso, 4 Bde., Madrid 1797–1798